# 遛鳥
遛鸟，台灣地區有時也寫成“溜鳥”，就是带着鸟到野外、公园或者其它树木繁茂的地方去散步，一般多为老年人的休闲方式。遛鸟爱好者们一般把鸟装在鸟笼子里，外面用布蒙上，边散步边前后摇晃，这样做的目的一方面锻炼了鸟的腿部力量，另一方面不让鸟看到周围的人或者物，避免鸟儿恐慌。
在某些地方的俗语里，“溜鸟”也指有暴露癖的男人露出自己的生殖器官。